# Jacques Richomme
Pour les articles homonymes, voir Richomme.
 (septembre 2018).
Si vous disposez d'ouvrages ou d'articles de référence ou si vous connaissez des sites web de qualité traitant du thème abordé ici, merci de compléter l'article en donnant les références utiles à sa vérifiabilité et en les liant à la section « Notes et références ».
Jacques Richomme, né le 9 juin 1930 à Troarn (Calvados), et mort le 25 septembre 2018 à Cabourg,, est un homme politique français, député du Calvados.

## Biographie
Jacques Richomme a effectué des études de droit afin de reprendre l’étude notariale de son père. En 1959, il est devenu notaire et a eu des fonctions dans cette profession : président de la Chambre des notaires du Calvados de 1974 à 1975, membre du Conseil régional des notaires de la Cour d’appel de Caen de 1975 à 1979 et de 1981 à 1983. Il a cessé ses fonctions de notaire en 1994 laissant l'étude à son fils et devenant notaire honoraire. Il sera vice-président puis président de l’Association nationale des notaires retraités de 2004 à 2007.
Il a consacré une bonne partie de sa vie à la vie publique. En 1963, élu conseiller municipal de Troarn, il aura peu d'expérience à son élection de maire à 35 ans en 1965. Il est réélu jusqu’en 2001 où il n’est pas candidat.
Aux plans scolaire et sportif, il fera construire l’école maternelle et le collège public et le premier complexe sportif. Dans les domaines culturels et associatifs, il sera à l’origine d’une maison des associations, d’une bibliothèque pour tous et d’un jumelage avec des villes d’Europe.
Au niveau social, il fera réaliser de nombreux logements locatifs et en accession, construira des quartiers permettant à Troarn de voir sa population croître et sera à l’origine de la création d’une résidence du troisième âge et de l’humanisation de la maison de retraite.
Il contribuera au développement économique de Troarn en aménageant une zone d’activités et en réalisant des équipements : gendarmerie, centre de secours, mairie, perception, etc.
Il sera aussi à l’origine de l’échangeur de Troarn assurant un accès à Caen en moins de 15 minutes.
Cette activité lui vaudra d’être choisi par Michel d’Ornano comme suppléant aux législatives de la 3e circonscription du Calvados. Il sera député du Calvados de 1974 à 1981 à la suite des fonctions ministérielles de Michel d’Ornano.
Membre de la Commission des lois de l’Assemblée nationale de 1974 à 1981 et de la Commission spéciale du projet de loi d’orientation agricole en 1979, il sera rapporteur de projets et propositions de lois sur les archives, l'assurance construction, la protection des emprunteurs, les baux commerciaux et interviendra plusieurs fois sur la famille.
Jacques Richomme est membre du Comité national des retraités et personnes âgées auprès du ministre compétent et membre du Conseil d’orientation et de surveillance de la Caisse d’épargne Normandie.

## Profession
- Notaire à Troarn de 1954 à 1993
- Président de la Chambre des notaires du Calvados de 1974 à 1975
- Membre du Conseil régional des notaires de la Cour d'appel de Caen de 1975 à 1979 et de 1981 à 1983
- Président de l'Association nationale des notaires retraités

## Mandats et fonctions politiques
- 1963 à 1965, conseiller municipal de Troarn
- 1965 à 2001, maire de Troarn (Calvados)
- mai 1974 à avril 1978, député de la 4e circonscription du Calvados (Républicains indépendants)
- mars 1978 à mai 1981, député de la 4e Circonscription du Calvados (Union pour la démocratie française)
- Membre de la Commission des lois de l'Assemblée nationale de 1974 à 1981
- Membre de la Commission spéciale du projet de loi d'orientation agricole en 1979
- Rapporteur de différents projets et propositions de lois : Archives, Assurances construction, Protection des emprunteurs, Baux commerciaux, etc.

## Divers
- Vice-président du Conseil d'orientation et de surveillance de la Caisse d'épargne de Basse-Normandie jusqu'en 2002 et membre de la Fédération nationale des Caisses d'épargne
- Censeur statutaire de la Caisse d'épargne de Basse-Normandie depuis 2002
- Président de la Commission départementale de conciliation des baux commerciaux
- Membre du Comité départemental des retraités et personnes âgées du Calvados
- Membre du Comité Directeur du groupe des anciens députés de l'Assemblée nationale
- Vice-président de la Confédération nationale des retraités des professions libérales
- Membre du Comité national des retraités et personnes âgées
- Maire Honoraire de Troarn

## Décorations
- Médaille d'or régionale
- Médaille d'or départementale
- Médaille d'or communale
- Chevalier de la Légion d'honneur (2008)[3]